# Episodi de La saga dei McGregor (terza stagione)
La terza stagione della serie televisiva La saga dei McGregor è stata trasmessa in anteprima in Australia dalla Nine Network nel corso del 1995.
| nº | Titolo originale             | Titolo italiano | Prima TV Australia | Prima TV Italia |
| -- | ---------------------------- | --------------- | ------------------ | --------------- |
| 1  | A Sea of Troubles            |                 | 1995               |                 |
| 2  | Rough Passage                |                 | 1995               |                 |
| 3  | The Grand Wedding            |                 | 1995               |                 |
| 4  | Montana Territory            |                 | 1995               |                 |
| 5  | High Country Justice         |                 | 1995               |                 |
| 6  | The Question of Danni        |                 | 1995               |                 |
| 7  | The Prodigal Father (Part 1) |                 | 1995               |                 |
| 8  | The Prodigal Father (Part 2) |                 | 1995               |                 |
| 9  | Fire Boy                     |                 | 1995               |                 |
| 10 | Blind Faith                  |                 | 1995               |                 |
| 11 | Shoshoni Dreaming            |                 | 1995               |                 |
| 12 | The Trial of Hetti Lewis     |                 | 1995               |                 |
| 13 | Toy Soldiers                 |                 | 1995               |                 |
| 14 | A Mid-Winter Nights Dream    |                 | 1995               |                 |
| 15 | In Duty Bound                |                 | 1995               |                 |
| 16 | The Lion and the Lamb        |                 | 1995               |                 |
| 17 | Broken Hearts                |                 | 1995               |                 |
| 18 | Deliverance                  |                 | 1995               |                 |
| 19 | A New Life (Part 1)          |                 | 1995               |                 |
| 20 | A New Life (Part 2)          |                 | 1995               |                 |